# Lucía Veiga
Lucía Veiga López, (La Corunya, 1979) és actriu, monòloga i presentadors de televisió gallega.

## Trajectòria
És llicenciada en Filologia espanyol per la Universitat de la Corunya i va treballar en una botiga de telefonia mòbil abans de dedicar-se a l'escena. Durant la seva etapa a la universitat, va col·laborar amb l'emissora comunitària Cuac FM (amb la qual continuaria col·laborant periòdicament en esdeveniments com com el 25è aniversari), a més de Xacarandaina i l’ Oficina d’Acció Solidària de la universitat.
Amb Marita Martínez va formar Las Hermanas Izquierdo.
Va ser la presentadora de la Gala de la 19a edició dels Premis Mestre Mateo.
El setembre de 2022 esdevingué la presentadora principal de Malicia Noticias.

### Actriu de televisió
- Esloquehay.TV (2013). Late night Show Online. Aira Estudio. Elenc.[8]
- Café Itaca (2015). Sèrie. La Tuerka Films. Elenc.[9]
- Galicia Crime (2016). Webserie. Cousas Veredes. Protagonista.[10]
- Peter Brandon, unha vida pola comedia (2017). Webserie. PorcoBravú. Elenco. Premi Mestre Mateo 2018.[11]
- Vivir sin permiso (2017). Sèrie TV. Alea Media per Mediaset. Episodis.
- Os Mariachis (2018). Sèrie TV. Zopilote para TVG. Elenc.[12]
- Serramoura (2018). Sèrie TV. Voz Audiovisual. Episodis.
- A estiba (2019). Sèrie TV. Voz Audiovisual. Episodis.
- El desorden que dejas (2019). Serie TV. Netflix. Episodis.[13]
- Ti primeiro (2021). Vídeojoc. De Roberto Alvite. Novel·la visual sobre amor.[14]
- Rapa (2022). Serie TV. Movistar. Secundària.

### Curtmetratges
- As tres caídas de María Santiso (2018). De Roberto Alvite. Melgo Cinema. Protagonista.[15]

### Programes TV
- Malo será (2018). Tex45 i Cyrano pera TVG. Protagonista.[16]
- Luar (2018, 2021, 2022, 2023). RTVG. Seccions. Com Sabela el 2022, Merche (amb Julito) en 2023.
- Malicia Noticias (2020 e 2021). TVG. Presentadora i actriu.[17]

### Teatre
- Alen da Croa (2012). Quique Peón Cía. Bailarina i actru.[18]
- Improteka cum laude (2014). Improteka.2011.
- Los Duguis Impor (2016). Improcadabra, Cadena Impropetua.
- Eu queríame casare (2017-2018). Dínamo producións.[19]
- Quero ser maior (2017-2018). Axóuxere Teatro.[20]

## Premis
Premis Mestre Mateo
| Any  | Categoria                     | Pel·lícula | Resultat   |
| ---- | ----------------------------- | ---------- | ---------- |
| 2023 | Millor interpretació femenina | Rapa       | Guanyadora |